# Der Herr der Ringe: Das dritte Zeitalter
Der Herr der Ringe: Das dritte Zeitalter ist ein Videospiel aus dem Jahr 2004. Es wurde von EA Redwood Shores für PlayStation 2, Xbox und GameCube entwickelt.

## Spielprinzip
Fortschritt wird in diesem Spiel durch „Quests“ erzielt. In jedem Bereich gibt es mehrere Quests, die abgeschlossen werden müssen, um in den nächsten Bereich zu gelangen. In allen Gebieten gibt es außerdem mehrere optionale Nebenquests, die nicht abgeschlossen werden müssen, um voranzukommen, die aber Belohnungen einbringen können. Wenn sich der Spieler im Third-Person-Modus befindet, zeigt das HUD eine Karte an, auf der die aktuellen Ziele (primäre und sekundäre) markiert sind. Während sich der Spieler durch die Umgebung bewegt, kann auch eines von zwei Symbolen auf dem Bildschirm erscheinen. Wenn das Auge von Sauron erscheint, bedeutet das, dass der Spieler die Chance hat, einen zufälligen Kampf zu erleben; je dunkler das Auge, desto wahrscheinlicher ist ein Kampf. Erscheint ein blauer Palantír, bedeutet dies, dass sich der Spieler einem Kampf in der Geschichte nähert; auch hier gilt: Je dunkler das Symbol, desto näher ist der Spieler dem Kampf.
Die Kämpfe in dem Spiel werden so aufgebaut, dass der Spieler Aktionen wie „Angreifen“, „Waffe wechseln“, „Gegenstand“ und „Überspringen“ aus dem Kampfmenü auswählt. Ein weiteres Merkmal des Kampfes ist der „Perfekte Modus“. Wenn der Spieler erfolgreich Angriffe auf den Feind ausführt, füllt sich seine Schwunganzeige. Wenn sie vollständig gefüllt ist, kann jedes Mitglied der Gruppe den „Perfekten Modus“ aus dem Menü auswählen und einen stärkeren Angriff ausführen. Am Ende eines jeden Kampfes erhält jedes Mitglied der Gruppe Erfahrungspunkte, basierend auf seinen Aktionen während des Kampfes. Wenn ein Charakter überhaupt nicht an der Schlacht teilgenommen hat, erhält er weniger Punkte als die, die es getan haben. Das Sammeln von Erfahrungspunkten führt dazu, dass die Charaktere aufsteigen. Wenn ein Charakter aufsteigt, erhält er Attributspunkte, die er für seine verschiedenen Attribute ausgeben kann: Stärke, Geist, Konstitution, Geschwindigkeit und Geschicklichkeit. Waffen und Rüstung wirken sich ebenfalls auf die Höhe der einzelnen Attribute aus.

## Handlung
Das Spiel beginnt mit Berethor, einem Hauptmann der Zitadellenwache von Gondor, der auf Geheiß von Denethor nach Bruchtal reist, um Boromir zu finden. Dort wird er von den Nazgûl angegriffen, aber von Idrial, einer Elbe im Dienste Galadriels, gerettet. Auf ihrer Reise durch den Wald werden sie Zeuge eines Mordes an Crebain, und Idrial kommt zu dem Schluss, dass Saruman die Elben, die Mittelerde in Richtung der Grauen Anfurten verlassen, verraten hat. Als ihr Konvoi von Orks aus Isengard angegriffen wird, greifen sie und Berethor ein. Dann machen sie sich auf den Weg nach Caradhras, um nach weiteren Überlebenden zu suchen, und treffen dort auf Elegost, einen Dúnedain-Waldläufer, der Warge jagt. Sie erfahren, dass die Gemeinschaft vor kurzem versucht hat, Caradhras zu überqueren, aber durch einen von Saruman ausgelösten Schneesturm daran gehindert wurde, so dass sie stattdessen die Minen von Moria durchqueren wollten. Elegost erklärt, dass er mit einem zwergischen Gefährten auf der Jagd war, als sie in den Sturm gerieten und getrennt wurden. Die drei machen sich auf den Weg nach Moria und finden bald den Zwerg Hadhod, den sie vor einem Höhlentroll retten. Sie kämpfen gegen den Wächter im Wasser.
Als sie daraufhin Moria betreten erkennen sie das Balin und die Zwerge von Orks getötet wurden. Sie verfolgen die Gefährten und stellen sich mit Gandalf auf einer Brücke dem Balrog. Nachdem dieser von der Brücke fällt, folgen sie den restlichen Gefährten bis Lothlórien. Dort erfahren sie von Boromirs Tod und entschließen sich dazu, nach Rohan zu gehen. Dort finden sie den wiederauferstandenen Gandalf, der ihnen befiehlt, Éomer und seine Reiter zu versammeln, während er sich aufmacht, um König Théoden zu heilen. Die drei treffen daraufhin auf eine Frau namens Morwen, die sich mit ihnen auf den Weg zu Helms Klamm macht. Morwen kommt aus Minas Tirith und sie erfahren das Théoden geheilt ist. Zusammen mit Éoaden (einem Mitglied von Rohans Wache) kommen sie in Helms Klamm an und bereiten sich auf den Kampf vor.
Die Gruppe bei der Verteidigung bis zur Ankunft von Gandalf und Éomer. Gandalf erklärt Berethor, dass er unter einem Fluch Sarumans lag, dieser nun aber gebrochen sei. Die Gruppe macht sich daraufhin auf nach Osgiliath doch werden sie dort geschlagen und müssen sich nach Minas Tirith zurückziehen. Sie stellen sich dem Hexenkönig doch kann Berethor ihm nichts antun da er immer noch einen Teil einer Morgul-Klinge in sich hat. Idrial holt sie heraus und sie können fliehen. Die Gruppe hilft dabei die Stadt bei der Schlacht der Pelennor-Felder zu verteidigen. Morwen wird jedoch von den Nazgûl verletzt. Sie kämpfen ebenfalls am Schwarzen Tor und erleben Saurons Untergang.

## Entwicklung
EA erwähnte das Spiel erstmals am 4. Oktober 2002 jedoch stellten sie das Spiel erst am 27. April 2004 offiziell vor.

## Rezeption
Das Spiel „gemischte oder durchschnittliche Kritiken“; die GameCube-Version hat auf Metacritic eine Gesamtbewertung von 74 von 100 Punkten; die PlayStation-2-Version 73 von 100 Punkten; und die Xbox-Version 75 von 100 Punkten.
Unter anderem wurde oft die Ähnlichkeit zu Final Fantasy kritisiert.